# Bétaille
Bétaille – miejscowość i gmina we Francji, w regionie Oksytania, w departamencie Lot.
Według danych na rok 1990 gminę zamieszkiwało 810 osób, a gęstość zaludnienia wynosiła 58 osób/km² (wśród 3020 gmin regionu Midi-Pireneje Bétaille plasuje się na 406. miejscu pod względem liczby ludności, natomiast pod względem powierzchni na miejscu 823.).